# Mieczysław Moczar

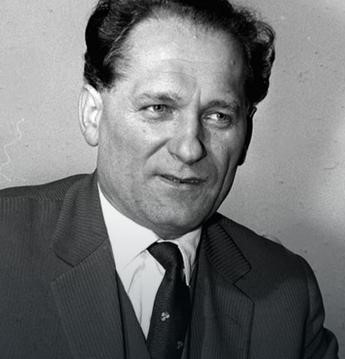
Mieczysław Moczar

Mieczysław Moczar eigenlijk: Mikołaj Demko (Łódź, 25 december 1913 – Warschau, 1 november 1986) was een Pools generaal en staatsman tijdens het communistisch regime.

## Biografie
Moczar sloot zich in 1937 aan bij de Poolse Communistische Partij. Hij werkte tot aan het begin van de Tweede Wereldoorlog als organisator van de partij in diverse provincies.
Na de Duits-Sovjet-Russische inval in Polen werd hij een van de leiders van het communistisch verzet tegen de nazi's. In 1944 werd hij een officier van het Poolse Nationale Bevrijdingsleger. Na de oorlog volgde hij een militaire opleiding en bereikte de rang van generaal van het Poolse leger.
Naast een militaire carrière, maakte hij ook carrière binnen de politiek. Als een van de leiders van de nationalistische 'Partizanen Groep' binnen de Poolse Verenigde Arbeiderspartij (PZPR) trad hij steeds meer op de voorgrond als overtuigd 'Anti-Russisch Stalinist' en nationalist. Moczar was ook antisemitisch (ofschoon zijn eigen vrouw joods was). In de jaren 60 kreeg hij zitting in het Politbureau van de PZPR. In 1964 volgde zijn benoeming tot minister van Binnenlandse Zaken. Hierdoor verkreeg Moczar ook de supervisie over de inlichtingendienst. De Russische stellingname ten gunste van de Palestijnen in het Midden-Oostenconflict werd door hem uitgebuit om de Joden in eigen land aan te pakken. Dit terwijl de meeste Polen, vanwege de Russische stellingname, juist pro-Israël waren ten tijde van de Zesdaagse Oorlog.
In juli 1968 moest Moczar als minister aftreden, maar behield als Politbureaulid en leider van de machtige organisatie van oud-partizanen zijn invloed binnen de partij. Pas na de val van Władysław Gomułka, de Poolse partijleider in 1970, moest Moczar eerst afzien van de functie van secretaris van het Centraal Comité en vervolgens terugtreden als lid van het Politbureau. Vele van zijn politieke medestanders werden gearresteerd of uitgerangeerd. En in 1972 werd hij gedwongen af te treden als voorzitter van de oud-partizanen en werd vicevoorzitter. Hij ging ook zetelen in de Staatsraad.
Nadat generaal Wojciech Jaruzelski op 13 december 1981 de macht had gegrepen en een militaire junta had ingesteld, benoemde hij generaal Moczar tot voorzitter van een onderzoekscommissie die het wanbeleid van de vorige communistische leiders, zoals Edward Gierek, Piotr Jaroszewicz en Jan Szydlak onderzocht. Met uitzondering van de vroegere directeur van de staatstelevisie (Maciej Szczepanski) werd er weliswaar niemand van de vroegere leiding vervolgd. In 1983 werd Moczar van zijn functie ontheven.
- Gemeinsame Normdatei: 120910241
- International Standard Name Identifier: 0000 0001 0060 649X
- Library of Congress Control Number: n86840517
- Nationale Bibliotheek van Tsjechië: xx0003543
- Nationale Bibliotheek van Israël: 987007272874805171
- Nationale Bibliotheek van Polen: a0000001181519
- Nederlandse Thesaurus van Auteursnamen: 070810095
- Réseau des bibliothèques de Suisse occidentale: 02-A023125364
- Virtual International Authority File: 8229660
- WorldCat: E39PBJr3y4tX8fMfd9kDxhjQv3